# Claire Vassé
Claire Vassé est une écrivaine, critique de cinéma et réalisatrice française née en 1970.

## Biographie
Après des études de lettres et une thèse sur la parole dans le cinéma français, elle se fait connaître comme critique de cinéma.
Elle collabore pendant onze ans au mensuel Positif (1994-2005), ainsi qu'à l'hebdomadaire parisien Zurban pendant six ans (2000-2006).
Après avoir collaboré à l'émission télévisée Le Cercle de minuit, animée par Laure Adler, elle accepte la proposition de cette dernière, alors à la tête de France Culture, de mener un programme consacré au cinéma. Elle produit et anime ainsi l'émission hebdomadaire Le Cinéma l'après-midi, de 2003 à 2006, dans laquelle des cinéastes commentent l'actualité du Septième art.
Depuis 2011, elle est professeure associée en cinéma, écriture de scénario, à l'UFR de l'université Paris 1 Panthéon Sorbonne.

### Vie privée
Elle a eu une fille du réalisateur Claude Miller, Joséphine, en 2010.

## Publications

### Romans, récits
- Le Dialogue, Paris, Editions Cahiers du cinéma, coll. « Les petits cahiers », 2003, 87 p.  (ISBN 2-86642-357-7)
- Bientôt la bête sera morte, Paris, éditions du Seuil, 2006, 188 p.  (ISBN 2-02-087971-9)
- Le Figurant, Paris, éditions du Panama, 2007, 219 p.  (ISBN 978-2-7557-0292-7)[3]
- Lili Terrier, 7 rue de la Lune, Paris, éditions Albin Michel, 2010, 295 p.  (ISBN 978-2-226-21505-5)
- De là où tu es, Paris, éditions Stock, 2012, 223 p.  (ISBN 978-2-234-07412-5)[2]
- Où va le chagrin quand il s'en va ?, Paris, éditions Jean-Claude Lattès, 2016, 250 p.  (ISBN 978-2-7096-4864-6)
- À partir de toi, Rezé, éditions La Mer Salée, 2022, 199 p.  (ISBN 979-1092636-40-6)

### Entretiens
- Corps amoureux, entretiens avec Catherine Breillat, Paris, éditions Denoël, 2006, 264 p.  (ISBN 2-207-25719-3)
- Serrer sa chance, entretiens avec Claude Miller, Paris, éditions Stock, 2007, 325 p.  (ISBN 978-2-234-05952-8)

## Filmographie
- 2009 : La Librairie de Schrödinger, court métrage coécrit et coréalisé avec Christophe Beauvais, avec Lorànt Deutsch, Marie Denarnaud, Françoise Lebrun et Benjamin Roland[4]
- 2023 : Double Foyer (long métrage)